# Кондор

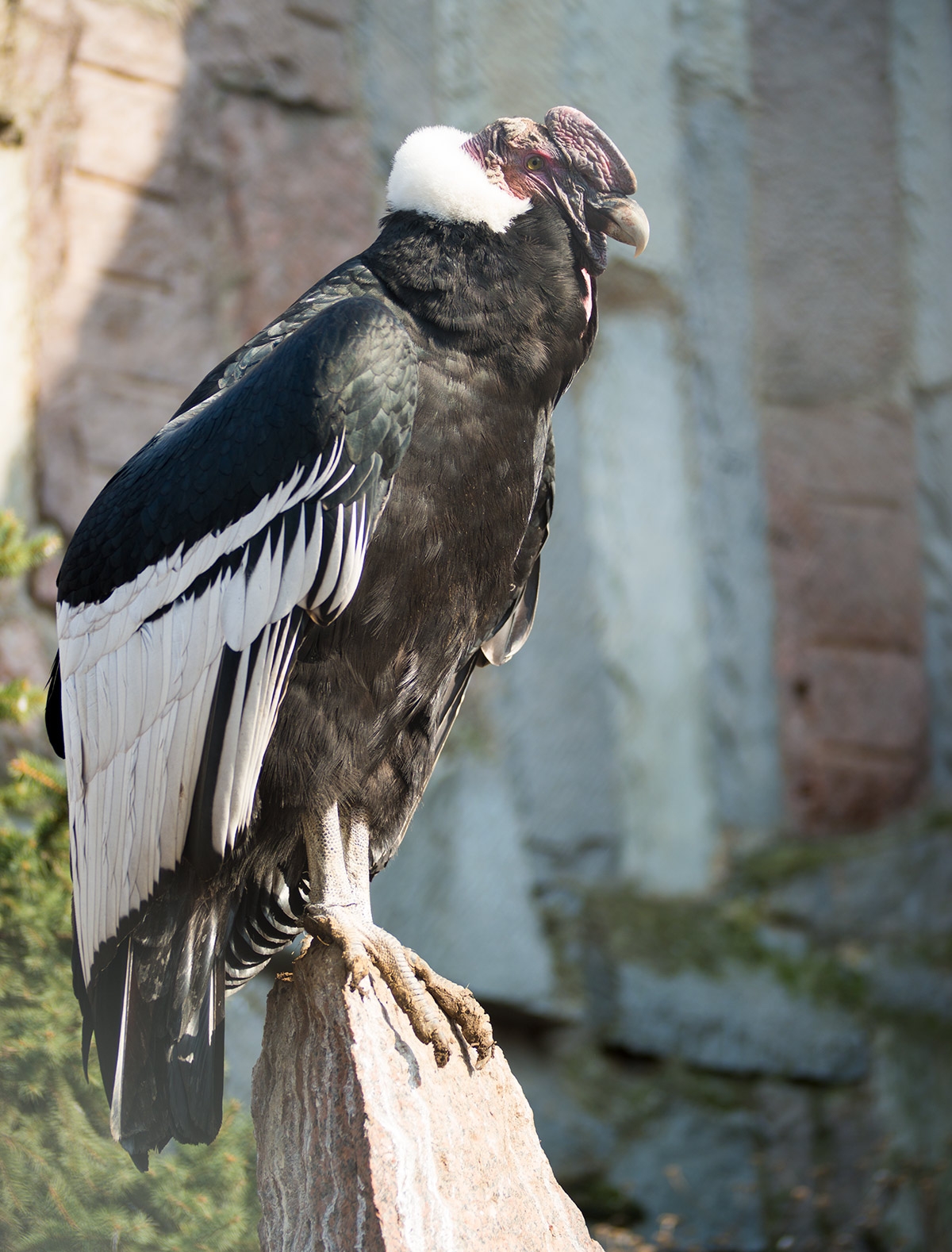
Андский кондор

Кондор — це загальна назва для двох видів американських грифів, кожен з яких є представником монотипного роду. Вони є найбільшими літаючими птахами Західної півкулі.
Вирізняють такі види: Кондор Андійський (Vultur gryphus) — мешкає в горах Анди.
Кондор Каліфорнійський (Gymnogyps californianus) — на даний момент, цей вид є лише в західних прибережних горах Сполучених Штатів, в Мексиці і в північних пустельних горах Аризони, що в США.

## Таксономія
Кондори є частиною родини американських грифів (Cathartidae), з яких 15 видів відносяться до родини яструбові (Accipitridae), включаючи скопів, соколів та орлів. Стерв'ятники Нового і Старого світу еволюціонували від різних предків. Тим не менш, обидва види харчуються падлом і мають, характерні для них, непокриті (лисі) голови.
Для більш розгорнутої відповіді дивіться класифікацію птахів по Сіблі — Альквіста.

## Опис
Два види кондорів є високолітними птахами, з великим розмахом крил та розміром тіла, кондор, виду Анд, є на 5 см коротший (від дзьоба до хвоста), ніж інші середньо-північні види, які мають більший розмах крил. Каліфорнійські кондори — найбільші літаючі птахи в Північній Америці. Андський кондор є другим, після мандрівного Альбатроса (до 3,5 м), в якого розмах крил серед усіх літаючих птахів найбільший.
Оперення дорослого кондора є рівномірно-чорне, за винятком білої оборки, що оточує основу шиї, і ретельно чиститься птахами. Щодо гігієни, то голова і шия кондора мають малу кількість пір'їн, що піддають шкіру до стерилізаційних ефектів зневоднення і сонячного ультрафіолетового випромінювання на великих висотах. Голова є сильно сплющеною зверху. У самців це називають м'ясистим наростом або гребінцем, тоді як шкіра на шиї лежить складками, утворюючи тин. Шкіра голови і шиї здатні до помітного очищення у відповідь на емоційний стан, що служить для спілкування між особами.
Середній кіготь є досить подовжений, і тому він заважає, але є трохи розвинутим, в той час як кігті всіх пальців порівняно прямі і тупі. Таким чином, ноги є більше пристосовані для ходьби, як в їхніх родичів — лелек, і мало використовуються як зброя або органи хапання, як в хижих птахів і стерв'ятників . Самки, на відміну від звичного правила серед хижих птахів, є меншими, ніж самці.
Хоча, в середньому, це лише близько п'яти см. коротше, від дзьоба до хвоста, ніж в Каліфорнійському кондорі. Кондор Андский є більшим в розмаху крил, починаючи від 2,74 до 3,10 м, і важчі, досягаючи від 11 до 15 кг для самців і 7.5 до 11 кг для самок. Загальна довжина може коливатись від 1,17 до 1,35 м. Виміри, як правило, взяті із зразків, вирощених у неволі.
Розмах крил Каліфорнійських кондорів до 2,9 м, їх вага може становити 10,4 кг. Залежно від віку птаха, шкіра на шиї буде відрізнятися за кольором. Колір шкіри дорослих птахів може коливатись починаючи від кремового, рожевого, жовтого, або навіть оранжевого відповідно до сезону розмноження.

## Скам'янілості
Скам'янілості з епохи плейстоцену були знайдені в різних частинах Північної Америки, включаючи Нью-Йорк і Флориду, провідні вчені вважають, що Каліфорнійський кондор або його предки колись жили на західному узбережжі Північної Америки, а також займали весь шлях до східного узбережжя, Деякі вчені також вважають, що древній родич кондора, Аргентавіс, з Південної Америки, можливо, є найбільшим птахом, що здатен літати, з розмахом крил 7 м.

## Поведінка
Статева зрілість і поведінка кондорів не проявляються до 5 або 6 років. Вони можуть жити протягом 50 років, і навіть більше, також, кондори обирають собі партнера (партнерку) на все життя. Найстаріший кондор у світі помер в 100 років, у Жарден д'Есай дю Амма в Алжирі.
Молоді пташенята є сірого кольору, допоки вони не такі дорослі, як їхні батьки. Вони здатні літати від шести місяців, але як і раніше, полюють з батьками до двох років, коли батьки знов відкладають яйця. Існує розвинена соціальна структура, в рамках великих груп кондорів, з конкурсу, щоб визначити 'ієрархії' мовою тіла, конкурують ігровою поведінкою, і різноманітними вокалізаціями, хоча кондори не мають голосових скриньок.
Крила кондора витончені. Відсутність великої грудної клітки, щоб закріпити великі м'язи для польоту ідентифікує його фізіологічні якості основного виду літаючих птахів. Птахи махають крилами, щоб злетіти від землі, але після досягнення потрібного піднесення вони, схоже плавають у повітрі.
Дикі кондори населяють великі території, часто подорожують вдень в пошуках падалі. Вони надають перевагу великим тушам оленів або туші великої рогатої худоби, які вони помічають, дивлячись на інших падальщиків, які не можуть пробити жорсткі шкури цих великих тварин так, як великі кондори. У дикій природі вони переривчасті їдці, часто можуть протягом декількох днів бути без їжі, тоді ж отримати запаси жиру для себе на кілька кілограмів відразу, іноді до такої міри, що не в змозі відірватися від землі.

## Інше
Народ Моче, що у стародавньому Перу, поклонявся природі. Вони акцентувались на тваринах і часто зображували кондорів у своєму мистецтві.

## Галерея

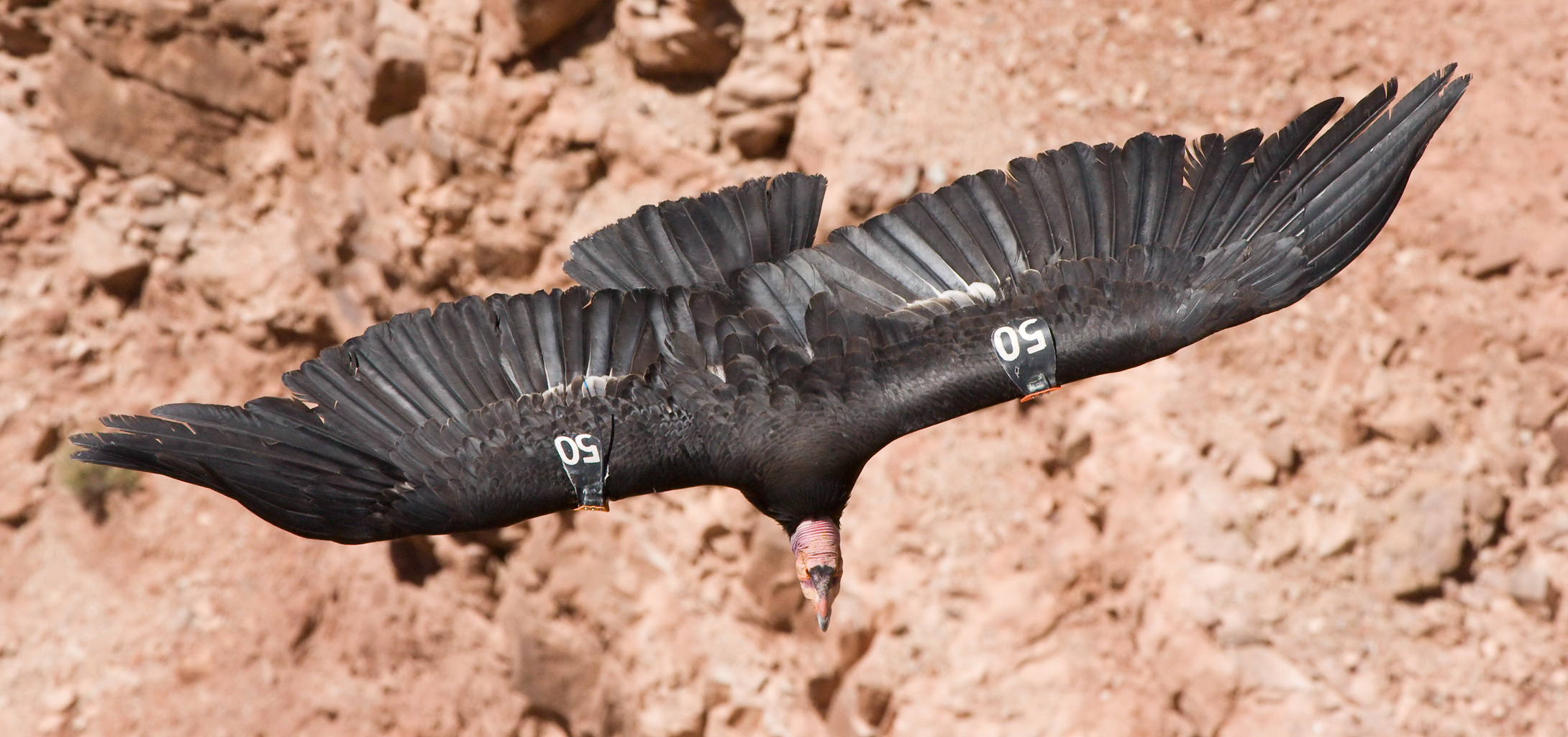
Кондор Каліфорнійський

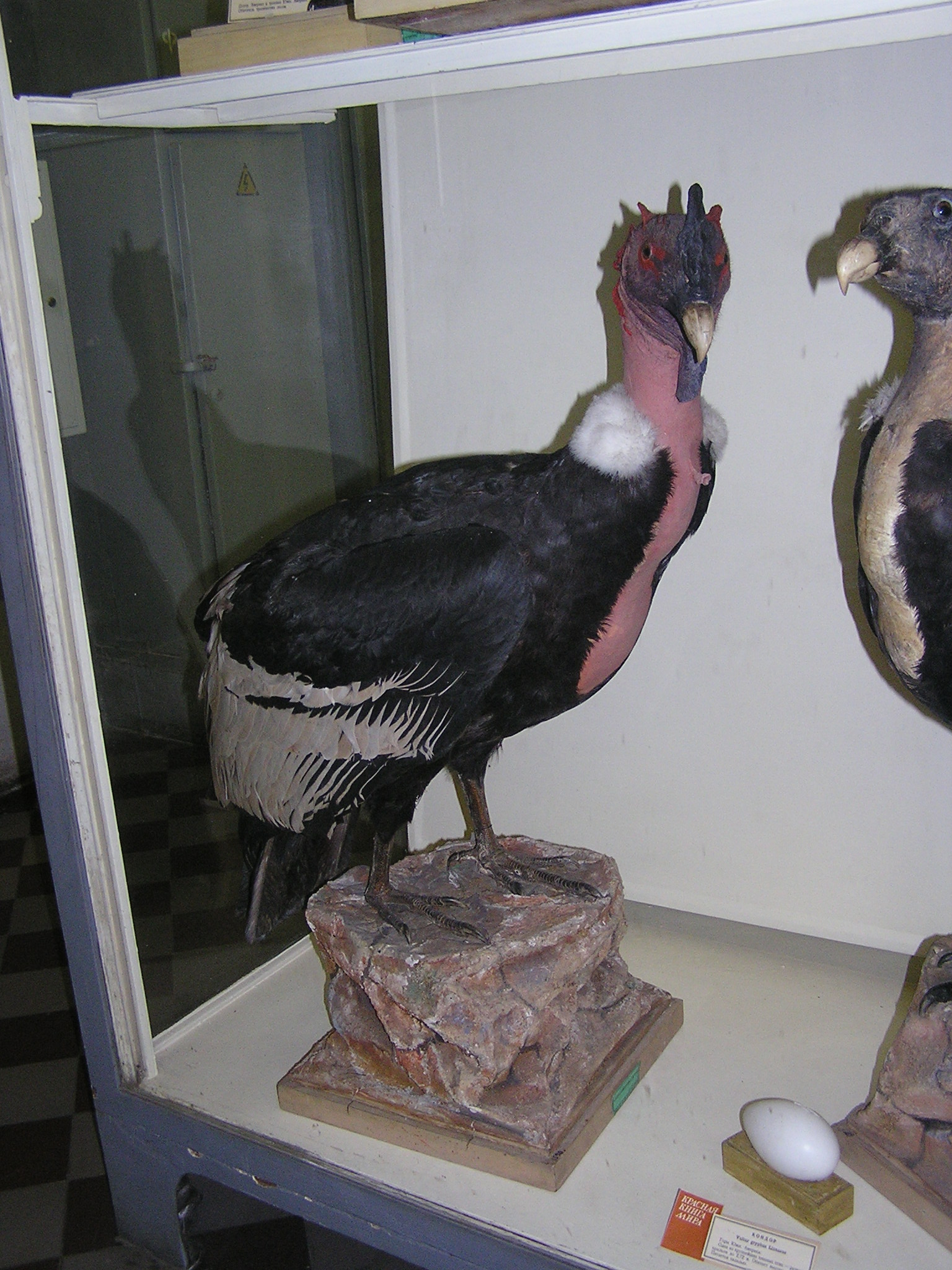

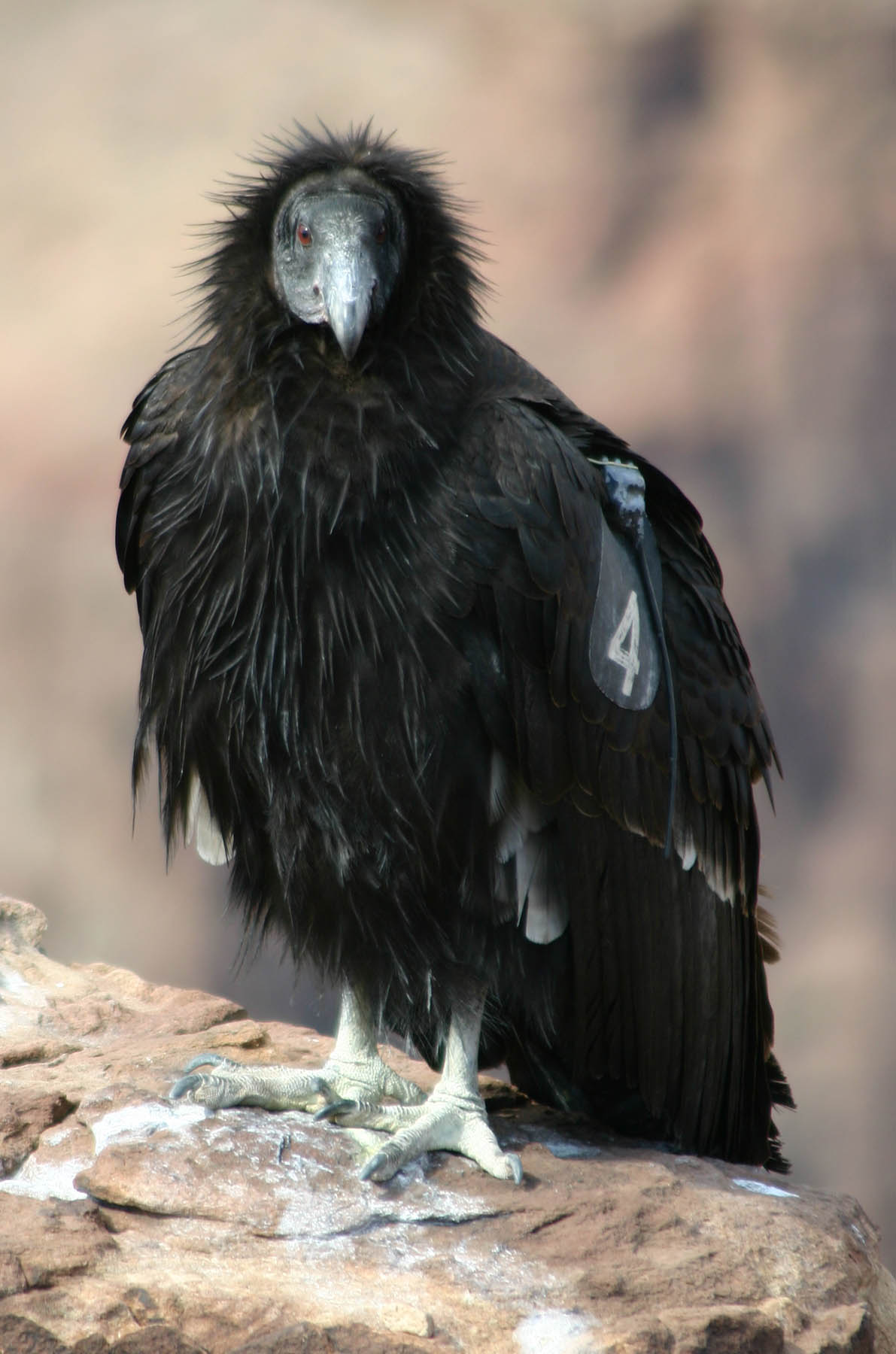